# La caja 507
La caja 507 s una pel·lícula espanyola de l'any 2002 dirigida per Enrique Urbizu. Drama protagonitzat per Antonio Resines, José Coronado i Goya Toledo.

## Sinopsi
Modest Pardo (Antonio Resines) és el director d'una sucursal bancària segrestat per uns atracadors que li mantenen tancat en aquesta. Mentre roman tancat, en una de les caixes de seguretat troba informació relacionada amb unes terres on va haver-hi un incendi en el qual va morir la seva filla. La seva recerca sobre aquest fet li porta a descobrir la veritable història de l'incendi, per la qual cosa decideix venjar-se dels implicats en el cas.

## Repartiment
- Antonio Resines - Modesto Pardo
- José Coronado - Rafael Mazas
- Goya Toledo - Mónica Vega
- Dafne Fernández - María Pardo Muñoz
- Sancho Gracia - Santos Guijuelo
- Juan Fernández - Regueira

## Premis
Premi Sant Jordi a la millor pel·lícula espanyola.
Premis Ondas 2002 al millor director de cinema.
Festival del Cinema Policíac de Cognac (2003)
XVII Premis Goya
| Categoria                                    | Persona                                               | Resultat  |
| -------------------------------------------- | ----------------------------------------------------- | --------- |
| Premi Goya a la millor direcció de producció | Fernando Victoria de Lecea                            | Guanyador |
| Premi Goya al millor muntatge                | Ángel Hernández Zoido                                 | Guanyador |
| Premi Goya al millor actor                   | José Coronado                                         | Candidat  |
| Premi Goya al millor so                      | Licio Marcos de Oliveira Luis de Veciana Alfonso Pino | Candidats |

## Curiositats
- D'antuvi el personatge de José Coronado anava a portar el cabell platí i un tall de pèl similar al de l'entrenador de futbol Héctor Cúper, però en el procés de descoloració li van abrasar el pèl. Van haver de rapar-li el cap al zero i esperar que li creixés fins a mostrar l'aspecte que finalment presenta en el film.
- L'Entitat BancoSol existeix en la vida real, encara que sense el mateix logotip.
- El periòdic Europa Sur existeix en la vida real, i Enrique Urbizu va basar el seu guió en diverses informacions aparegudes en el rotatiu.
- En cap moment de la pel·lícula se cita el nom de la localitat on es desenvolupen els fets.
- A totes les fotos de José Coronado que apareixen en la pel·lícula, l'actor presenta el mateix tall de pèl, fins i tot a la foto del Diari Europa Sud, de 6 anys abans.
- "Ens hem basat en la realitat per a escriure el guió, en infinitat de retallades de premsa", comenta Enrique Urbizu (director). (Cinemagazine)